# Park Min-young
Park Min-young (박민영?, 朴敏英?, Bak MinyeongLR, Pak MinyŏngMR; Seul, 4 marzo 1986) è un'attrice e modella sudcoreana.

## Vita privata
Durante il periodo delle scuole superiori ha studiato negli Stati Uniti come studente di scambio internazionale. Nel febbraio 2013 si è laureata in teatro all'Università Dongguk di Seul.

## Filmografia

### Cinema
- Goyangi: Jukeumeul Boneun Du Gaeui Nun (고양이: 죽음을보는 두개의눈?), regia di Byun Seung-wook (2011)

### Televisione
- Geochim-eobs-i high kick! (거침없이 하이킥!?) – serie TV (2006)
- I am Sam – serie TV (2007)
- Ja-myeong go – serie TV (2009)
- Running Shirt – serie TV (2010)
- Seonggyun-gwan scandal – serie TV (2010)
- City Hunter – serie TV (2011)
- Yunggwang-ui Jae-in – serie TV (2011)
- Dr. Jin – serie TV  (2012)
- Gaegwacheonseon (개과천선?) – serie TV (2014)
- Healer (힐러?)  – serie TV (2014-2015)
- Remember - Adeur-ui jeonjaeng (리멤버 - 아들의 전쟁?) – serie TV (2015-2016)
- 7ir-ui wangbi (7일의 왕비?) – serie TV (2017)
- Kimbiseoga wae geureolkka (김비서가 왜 그럴까?) – serie TV (2018)
- Geunyeo-ui sasaenghwal (그녀의 사생활?) – serie TV (2019)
- Nalssiga joh-eumyeon chaj-agagess-eo-yo (날씨가 좋으면 찾아가겠어요?) – serie TV (2020)
- Wolsugeumhwamokto (월수금화목토?) – serie TV (2022)
- Previsioni d'amore (기상청 사람들: 사내연애 잔혹사 편) – serie TV (2022)
- Vuoi sposare mio marito? (내 남편과 결혼해줘?, Nae nampyeon-gwa gyeolhonhaejwoLR) – serial TV (2024)

## Videografia
- A Love Story - Gavy NJ (2009)
- Haru Haru - Big Bang (2008)
- Don't Say Goodbye - I (2007)

## Riconoscimenti
- KBS Drama Awards
  - 2007 – Miglior attrice esordiente per I Am Sam
  - 2008 – Miglior attrice per Hometown of Legends
- MBC Drama Awards
  - 2007 – Miglior attrice esordiente per Geochim-eobs-i high kick!
- Asia Model Festival Awards
  - 2007 – Miglior modella

## Doppiatrici italiane
Nelle versioni in italiano delle opere in cui ha recitato, Park Min-young è stata doppiata da:
- Martina Felli in Previsioni d'amore[4]
- Valentina Favazza in Vuoi sposare mio marito?